# 陈耳东
陈耳东（1965年10月—），汉族，山西浮山人，毕业于清华大学。中华人民共和国政治人物。曾任中共长治市委副书记、市长，中共长治市委书记。